# ニッケル アイ
ニッケル アイ(Nickel Eye)はストロークスのベーシストニコライ・フレイチュアのソロプロジェクト。

## 略歴
ストロークスの活動停止が予想以上に長引いた時、ニコライは何年も前に書いた詩を取り出し、空いた時間を使ってメロディをつけ始めた。
その後、ロンドンの南部で何度かデモを行う。
そしてニューヨークを拠点とするバンドのヤー・ヤー・ヤーズのレジーナ・スペクターとニック・ジナーの特別出演でファーストアルバム「The Time of the Assassins」は数ヶ月でニューヨークのスタジオにて完成した。
ストロークスの新しいアルバムのためニッケル アイとしての活動は後回しになってはいるが、ニコライ自身はこのサイドプロジェクトを続行する意を示している。

## メンバー
- ニコライ・フレイチュア/Nikolai Fraiture - ギター、ボーカル、エレキベース、ダブルベース、ハーモニカ
- ジョエル・キャドベリー/Joel Cadbury - スチールギター
- ジェイミー・マクドナルド/Jamie McDonald - ギター
- ブレット・ショー/Brett Shaw - ドラム

## The Time Of The Assassins
ニッケル アイは2009年1月27日にファーストアルバム「The Time Of The Assassins」をRykodiscから発売。
このアルバムは全編を通してニコライにより書かれ、製作されている。
ニコライはこのアルバムを作るに当たって、彼のお気に入りであるアーティスト、ニール・ヤングやフランク・ブラック、レオナルド・コエーエンやザ・キンクス等から音楽的インスピレーションを受けたと語っている。
このアルバムのジャケットはリンドウォードの初期の作品である「Gods’Man」をイメージしたものである。
「The Time Of The Assassins」における歌詞はニコライが19歳の時アメリカを横断する道中の体験を元にしたものである。

## ディスコグラフィー
- オリジナルアルバム
The Time of the Assassins - 2009年1月27日発売